# Missing...Presumed Having a Good Time
Missing...Presumed Having a Good Time è il primo e unico album del gruppo The Notting Hillbillies, pubblicato nel 1990. Il significato è una deformazione scherzosa dell'espressione usata nei bollettini militari: "Missing, presumed dead"; invece di "disperso, presumibilmente morto" si ha "disperso, presumibilmente si sta divertendo". Da qui si può ricavare un titolo, molto meno fluido, che in italiano potrebbe essere: "sono spariti... si dice per godersi la vita". L'album ripropone degli standard del West Country, nel tentativo di ricostruire un'ideale colonna sonora al mito del Far West, attraverso alcuni canti, tradizionali e non, alcuni dei quali sono cantati all'unisono: gli unici inediti sono Your own sweet way, scritto da Mark Knopfler, That's Where I Belong di Brendan Croker e Will you miss me?, dell'altro componente del gruppo Steve Phillips, composti nell'identico stile.
In origine, Knopfler avrebbe dovuto semplicemente produrre un disco di Croker e Phillips come duo, finendo poi per essere coinvolto progressivamente. Il lavoro, nella sua concezione, è infatti molto simile ai precedenti lavori di Croker con i 5 O'Clock Shadows, costituiti da cover molto rielaborate di brani tradizionali americani.
È il primo lavoro discografico di Knopfler pubblicato con una band differente dai suoi Dire Straits, al quale hanno preso parte personaggi di spicco della musica britannica e statunitense.
L'album ha raggiunto la seconda posizione nella Official Albums Chart e in Norvegia, la terza in Svizzera ed Austria, la quarta in Nuova Zelanda, la sesta in Germania (rimanendo 17 settimane in classifica), Italia ed Australia e l'ottava in Svezia.

## Tracce
1. Railroad Work Song - 5:30 (tradizionale)
2. Bewildered - 2:37 (Whitcup/Powell)
3. Your Own Sweet Way - 4:32 (M. Knopfler)
4. Run Me Down - 2:26 (tradizionale)
5. One Way Gal - 3:11 (tradizionale)
6. Blues Stay Away - 3:50 (A. Delmore/R. Delmore/W. Raney/H. Glover)
7. Will You Miss Me - 3:52 (S. Phillips)
8. Please Baby - 3:51 (tradizionale)
9. Weapon of Prayer - 3:10 (I. Louvin/C. Louvin)
10. That's Where I Belong - 2:52 (B. Croker)
11. Feel Like Going Home - 4:53 (C. Rich)

## Formazione

### The Notting Hillbillies
- Mark Knopfler - voce e chitarra
- Steve Phillips - voce e chitarra
- Guy Fletcher - voce e tastiere
- Brendan Croker - voce e chitarra

### Altri musicisti
- Paul Franklin - chitarra pedal steel
- Marcus Cliffe - basso
- Ed Bicknell (manager dei Dire Straits) - batteria